# Nén không tổn hao
Nén không tổn hao (tiếng Anh: Lossless compression) là các định dạng nén dữ liệu theo thuật toán cho phép các dữ liệu có thể được tái tạo mà không bị mất thông tin. Nén không tổn hao tương phản với nén có tổn hao khi không làm mất lượng lớn thông tin dữ liệu.
Nhạc Lossless dựa vào những quy luật âm thanh và nén âm thanh lại. Đầu vào là âm thanh gốc của CD. Vì dữ liệu âm thanh rất đa dạng và sử dụng nhiều dữ liệu nên việc nén này là không cao.
Nén không tổn hao ứng dụng cho nhiều dữ liệu khác nhau như âm thanh, hình ảnh, video

## Âm thanh
Dữ liệu âm thanh được chuyển đổi từ đĩa CD, băng từ, đĩa than v.v. sang các định dạng nén thông dụng là FLAC, APE, WAV, được chuyển đổi thông qua các phần mềm hỗ trợ như Exact Audio Copy hoặc Monkey Audio Compressor. Chất lượng của âm thanh lossless gần bằng hoặc bằng với âm thanh nguyên bản.
Số bit-rate của nhạc Lossless nằm trong khoảng 400 kbit/s–1,411kbit/s, tần số: >20 KHz - 44.1 KHz